# Lord-lieutenant du Cumberland
Ceci est une liste de personnes qui ont servi comme lord-lieutenant du Cumberland. De 1765 à 1974, tous les lords lieutenants ont également été Custos Rotulorum of Cumberland.
- Henry Hastings, 3e comte de Huntingdon 20 août 1586 – 14 décembre 1595
- vacant?
- George Clifford, 3e comte de Cumberland 1603–1605
- vacant?
- Francis Clifford, 4e comte de Cumberland 27 octobre 1607 – 31 août 1639 conjointement avec
- George Home, 1er comte de Dunbar 27 octobre 1607 – 20 janvier 1611 et
- Theophilus Howard, 2e comte de Suffolk 27 octobre 1607 – 31 août 1639 et
- Henry Clifford, 1er baron Clifford 27 octobre 1607 – 31 août 1639 et
- Algernon Percy, 10e comte de Northumberland 13 novembre 1626 – 31 aout 1639 et
- Thomas Howard, 14e comte de Arundel 23 juillet 1632 – 1642 et
- Henry Howard, lord Maltravers 23 juillet 1632 – 1642
- Interregnum
- Charles Howard, 1er comte de Carlisle 1er octobre 1660 – 24 février 1685
- Thomas Tufton, 6e comte de Thanet 3 mars 1685 – 1687
- Richard Graham, 1er vicomte Preston 29 août 1687 – 1688
- John Lowther, 2e baronnet 8 avril 1689 – 1694
- Charles Howard, 3e comte de Carlisle 28 juin 1694 – 1er mai 1738
- Henry Lowther, 3e vicomte Lonsdale 1er juin 1738 – 7 mars 1751
- Charles Wyndham, 2e comte d'Egremont 23 avril 1751 – 1759
- James Lowther, 1er comte de Lonsdale 13 décembre 1759 – 24 mai 1802
- William Lowther, 1er comte de Lonsdale 26 juin 1802 – 19 mars 1844
- William Lowther, 2e comte de Lonsdale 3 mai 1844 – 1868
- Henry Lowther, 3e comte de Lonsdale 14 décembre 1868 – 15 août 1876
- Josslyn Pennington, 5e baron Muncaster 3 octobre 1876 – 30 mars 1917
- Hugh Lowther, 5e comte de Lonsdale 22 mai 1917 – 13 avril 1944
- Frescheville Hubert Ballantine-Dykes 5 avril 1944 – 1949
- Robert Christopher Chance 19 avril 1949 – 1958
- Frederick Fergus Graham, 5e baronnet 12 décembre 1958 – 1968
- John Charles Wade 27 mai 1968 – 31 mars 1974

Le comté est devenu Cumbria le 31 mars 1974. Voir Lord-lieutenant de Cumbria.